# 고대 이집트 의학

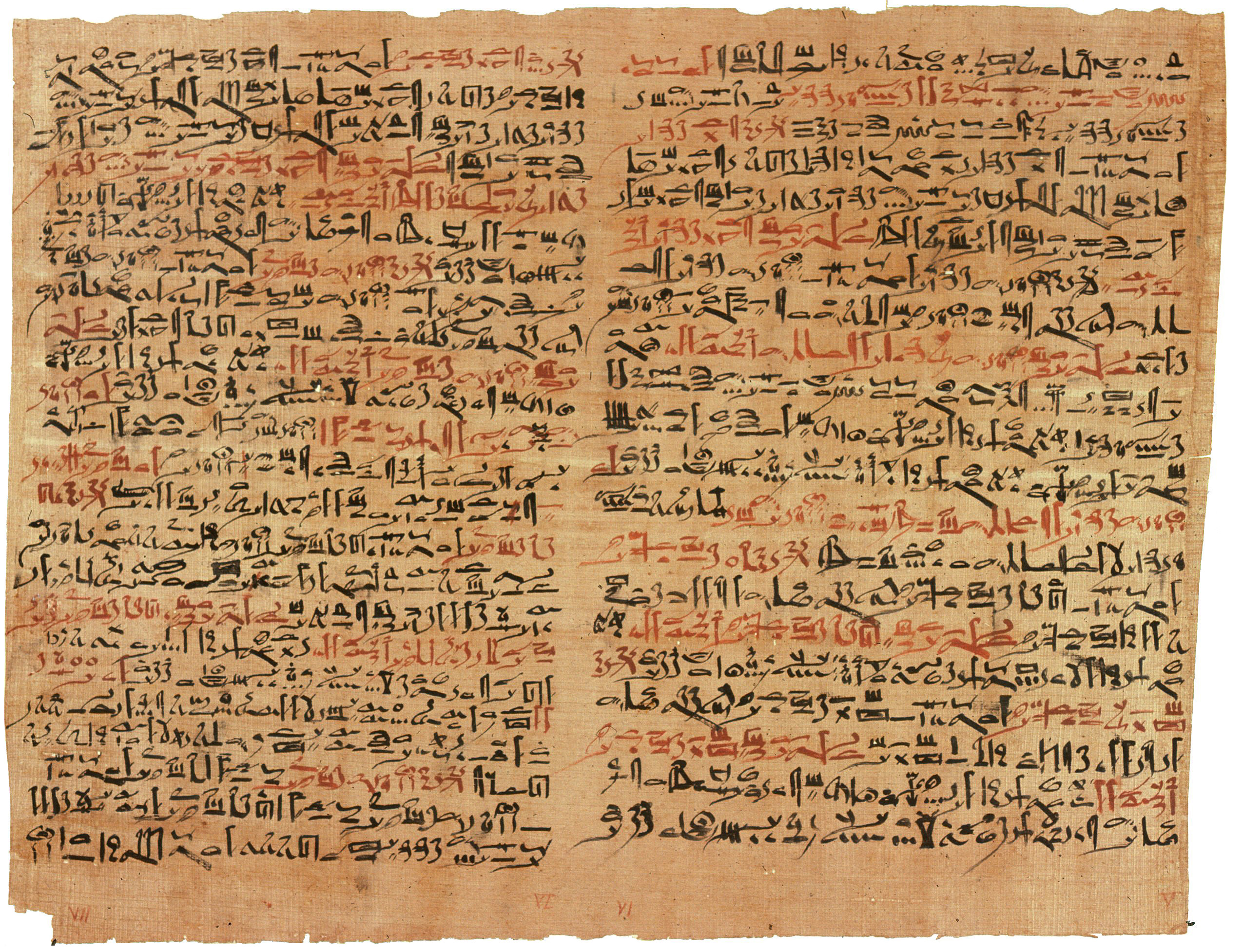
이 에드윈 스미스 파피루스 (Edwin Smith Papyrus) 문서에는 부상의 진단 및 치료법을 비록하여 고대 이집트 의학에 대해 설명한다.

고대 이집트인들의 의학은 가장 오래된 것 중 하나이다.  BC 4세기 후반 문명의 시작부터 525년 페르시아의 침략까지 이집트 의료 행위는 크게 변하지 않았지만 단순한 비침습적 수술, 뼈 맞춤, 치과 및 광범위한 약전 세트를 포함하여, 시간적으로 매우 앞선 것이었다. 이집트의 의학적 사고는 그리스를 포함하여, 후기의 전통에 영향을 미쳤다.

## 정보 출처

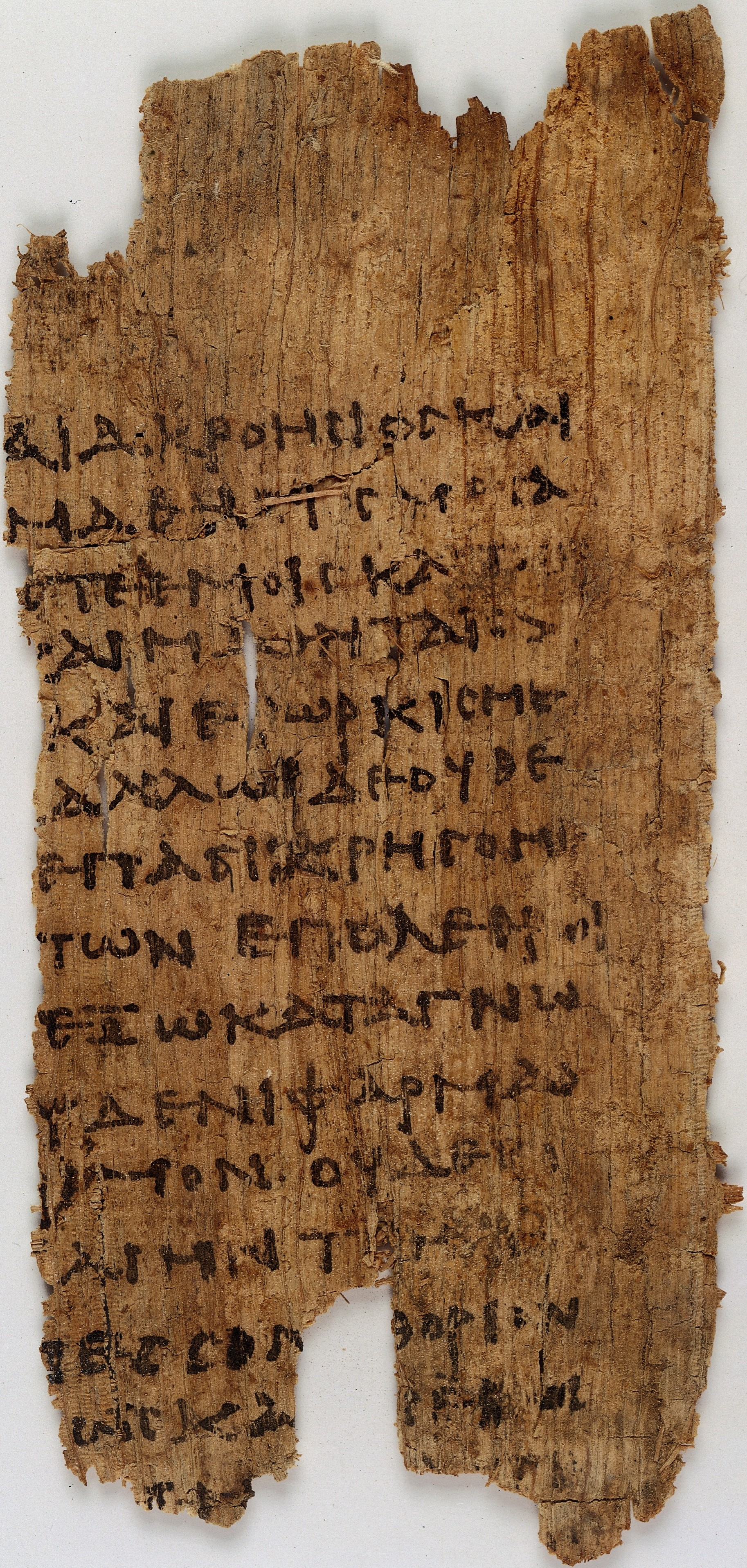
이것은 히포크라테스 선서의 가장 오래된 버전으로 3 세기의 파피루스 Oxyrhynchus 2547이다.

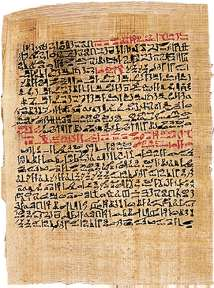
Ebers Papyrus에서의 암 치료 : "제우스 신에 대한 종양"을 자세히 말하면서, "너는 거기에 아무 것도 하지 말라"고 권고한다.

19 세기까지 고대 이집트 의학에 대한 주요 정보 출처는 고대 후기의 글이었다. 그리스 역사가인 헤로도토스는 기원전 440년경에 이집트를 방문하여 그들의 의학적 관행에 대한 그의 관찰을 광범위하게 기록했다.  Pliny the Elder는 또한 역사적인 검토에서 그들에 호의적으로 썼다.  Hippocrates (약의 아버지), Herophilos, Erasistratus 그리고 나중에 Galen 은 아멘 호프 (Amenhotep ) 성전에서 공부했으며 고대 이집트 의학이 그리스 의학에 기여한 것을 인정했다.
1822년 로제타 스톤 (Rosetta stone)의 번역으로 마침내 이집트의 상형 문자 비문과 파피루스가 번역되었다. 19 세기에 이집트학에 대한 관심이 높아지면서 Ebers 파피루스, Edwin Smith Papyrus, Hearst Papyrus, London Medical Papyrus 및 기원전 2900년까지 거슬러 올라가는 여러 고대 이집트의 의료 문서가 발견되었다.
에드윈 스미스 파피루스 (Edwin Smith Papyrus)는 수술에 관한 교과서로 해부학 적 관찰과 수많은 질병의 "시험, 진단, 치료 및 예후"에 대해 자세히 설명한다. 그것은 아마도 기원전 1600년경에 기록되었을 것이지만, 몇 개의 이전 본문의 사본으로 간주된다. 그 의학 정보는 기원전 3000년경 것으로 간주된다.  따라서 그것은 학습 매뉴얼로 간주된다. 치료는 동물성, 식물성 또는 과일 물질 또는 미네랄로 만든 연고로 이루어져 있다. 이집트에서 가장 먼저 수행된 수술은 기원전 2750년경에 발생했다.
기원전 1550년에 씌여진 Ebers 파피루스 c.에는 질병을 일으키는 귀신을 없애기위한 주문과 몹쓸 내용으로 가득하며 877 건의 처방도 포함되어 있다. 또한 잘 이해되지 않은 고대 의학 용어가 올바르게 해석 되었다면 종양에 대한 최초의 문서화된 인식을 포함되어 있다.
Kahun Gynaological Papyrus는 임신 문제를 포함하여 여성의 병을 다루고 있다. 삼 경우스톤 진단하고 진단과 치료를 상세하게 설명한 34 가지 사례가 남아있고, 일부는 단편적으로 남아있다. 이는 기원전 1800년으로 거슬러 올라가며, 어떠한 종류 중에 가장 오래 살아남은 의학 문서다.
허스트 파피루스 (1450 BC)와 베를린 파피루스 (BC 1200)와 같은 다른 문서들도 고대 이집트 의학에 대한 귀중한 통찰력을 제공한다.
다른 정보는 종종 이집트 무덤의 벽과 함께 나오는 비문의 이미지를 장식하는 이미지에서 비롯된 것이다. 현대 의학 기술의 진보 또한 고대 이집트 의학의 이해에 기여했다. Paleopathologists는 미라의 뼈와 기관을 보기 위해 X-Rays와 나중에 CT 스캔을 사용할 수 있었다. 전자 현미경, 질량 분광법 및 다양한 법의학 기법을 통해 과학자들은 4000년 전 이집트의 건강 상태를 독특한 형태로 볼 수 있었다.

## 사례

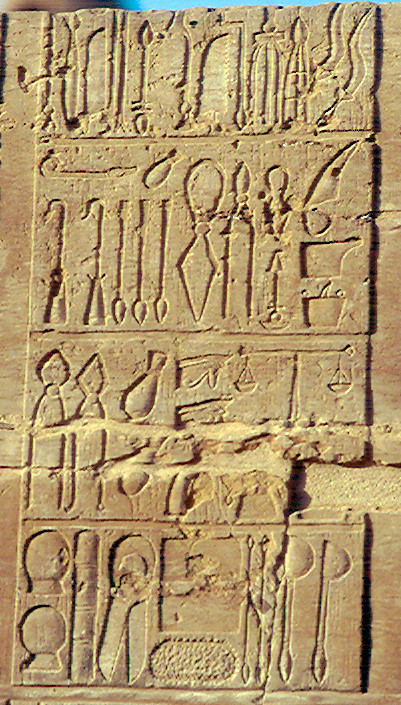
Kom Ombo 사원에 프톨레마이오스의 시대의 비문에서 묘사된 고대 이집트 의료 기기

고대 이집트의 의학 지식은 탁월한 명성을 얻었다. 다른 제국의 통치자들은 이집트의 파라오에게 사랑하는 이들을 치료하기 위해 최선의 의사를 보내 줄 것을 요청할 것이다. 이집트 사람들은 인체 해부학에 대해 어느 정도 알고 있었다. 예를 들어, 고전적인 미이라 과정에서, mummifiers는 긴 훅으로 된 도구를 콧 구멍에 삽입하고 두뇌뼈의 얇은 뼈를 부수고 두뇌를 제거하는 방법을 알고 있었다. 그들은 또한 내부 장기가 체강 내에 있다는 일반적인 생각을 가지고 있었다. 그들은 왼쪽 사타구니의 작은 절개를 통해 장기를 제거했다. 이 지식이 실무자에게 전해지는지 여부는 알 수 없지만 그것은 그들의 의학 이론에 어떤 영향을 미쳤던 것처럼 보이지 않았다.
이집트의 의사들은 맥박의 존재와 심장과의 연관성을 알고 있었다. 스미스 파피루스 (Smith Papyrus)의 저자는 심장 시스템에 대한 모호한 생각조차 가지고 있었다. 그는 혈액 순환을 알지 못했지만 혈관, 힘줄 및 신경을 구별하는 것이 중요하지 않다고 생각했다. 그들은 나일강과 유추하여 공기, 물, 피를 몸에 전달하는 "채널"이론을 발전 시켰다. 그것이 막히면 농작물이 건강하게 자라지 않는다. 그들은이 원리를 몸에 적용했다 : 사람이 몸이 좋지 않으면 "채널"을 차단 해제하기 위해 완하제(laxatives)를 사용했다.
에드윈 스미스 파피루스 (Edwin Smith Papyrus)의 외과 수술과 같은 의료 행위는 효과적이었다. 대부분 건강을 유지하기위한 의사의 조언은 감염을 예방하기 위해 팔 아래를 포함하여 몸을 씻고 면도하는 것이었다. 그들은 또한 환자들에게 식단을 돌보고 생선이나 다른 동물들과 같은 음식물이 부정한 것으로 생각하지 않도록 권고했다.
그러나 많은 관행은 비효율적이거나 해롭다. 마이클 디 파킨스 (Michael D. Parkins)는 허스트 파피루스 (Hearst Papyrus)의 260 건의 의료 처방 중 72 %는 치료제가 없다고 밝혔다. 많은 것은 발효 및 곰팡이의 산물을 함유한 동물성 배설물을 함유하고있다. 소수의 치료법은 치유적 특성을 가지고 있었지만 박테리아는 여전히 감염의 중대한 위협이 되고 있다.

### 수술
세계에서 가장 오래된 금속 (청동 또는 구리) 수술 도구가 Qar 의사의 무덤에서 발견되었다. 수술은 신체 상해 치료를 위해 의사들 사이에서 흔히 사용되었다. 이집트의 의사들은 부상을 3가지 범주로 나누었다. 치료할 수 있거나, 논쟁이 될 수 있는 애매한 경우, 치료할 수 없는 질병으로 분류). 외과 의사들이 신속하게 올바르게 처치 할 수 있는 치료 가능한 질병이거나, 논쟁꺼리의 질환은 환자가 치료 없이도 살아남을 수 있었기 때문에 이 범주에 속하는 것으로 여겨지는 환자를 관찰 한 후 살아남은 경우 환자에게 문제를 해결하기 위해 수술 시도를 할 수 있었다. 그들은 나이프, 갈고리, 훈련, 포셉, 집게, 비늘, 숟가락, 톱 및 불타는 향을 담은 화병을 사용했다.
인공 발가락과 안구와 같은 보철도 사용되었다. 전형적으로, 그들은 장식적인 목적보다 조금 더 많은 것을 제공했다. 장례 준비에 있어서, 실종된 신체 부위를 이들로 대체했다. 그러나 이들은 사망하기 전에 이들을 사용하거나 붙일 수있는 것처럼 보이지 않았다.
수술, 미이라 실습 및 부검을 종교 운동으로 광범위하게 사용함으로써 이집트인들은 신체의 형태학에 대한 많은 지식과 심지어 장기 기능에 대한 상당한 지식을 얻게 되었다. 대부분의 주요 기관의 기능은 정확하게 추정되었다. 예를 들어 혈액은 심장을 제외하고는 산소를 운반하고 이산화탄소를 제거하는 실제 역할에서 크게 틀리지 않게 추정하였고, 또한 혈액이 활력과 폐기물을 위한 이동 매개체로 정확하게 추측되었고, 심장과 뇌의 기능은 서로 반대로 추정했다.

### 치과
치과는 중요한 분야이었다. BC 3000년 초반부터 독립적인 전문 직업 이었지만 눈에 띄지는 않았다. 이집트 식단은 빻은 곡식과 빵 조각이 준비된 바위 조각에서 남은 모래의 연마제가 많아서 치아의 상태가 좋지 않았다. 고고학자들은 향상된 곡물 연삭 기술 덕분에 기원전 4000년에서 1000년까지 치아가 마모 된 비율이 꾸준히 줄어들었다고 지적했다. 이집트의 모든 유적에는 아주 조잡한 상태의 치아 세트가 있다. 치과 질환은 광범위한 치과 질환과 큰 감염된 낭종으로 35 세쯤 사망 한 테베 (Thebes)의 음악가 Djedmaatesankh와 같이 치명적일 수 있다. 개개인의 치아가 마모되면서 설탕 같은 감미료가 희소하기 때문에 충치는 드물다. 치과 치료는 효과가 없었고 최고의 환자는 감염된 치아가 빠르게 손실되기를 바랄 수 있었다. Ankhsheshonq의 교시에는 "치아가 썩어 없어지는 치아는 아직 없다". 아무런 기록도 이 과정의 촉진을 문서화 한 것이 아니며, 치아 추출에 적합한 도구는 발견되지 않았지만, 일부는 여전히 강제 치아 제거의 징후를 보이고 있다. 교체 치아가 발견되었지만 사후 화장품인지 여부는 분명하지 않다. 극도의 통증이 아편에 투여되었을 수 있다.

## 치료 마법과 종교
치료 마법과 종교는 고대 이집트에서 일상 생활의 필수적인 부분이었다. 사악한 신들과 악마들은 많은 질병에 책임이 있다고 생각되었으므로 치료법은 신 (神)에 호소하여 치료를 시작하는 것과 같은 초자연적 요소를 수시로 포함했다. 요즘에는 성직자와 의사의 별개의 부름을 고려할 때 명확한 구별이 존재하지 않는 것으로 보인다. 치료자는 Sekhmet의 성직자 중 대다수가 치료의 일환으로 종종 마법과 마법을 사용했다.
치료 마법과 종교에 대한 널리 퍼진 믿음은 강력한 위약(placebo) 효과를 가져올 수 있다. 즉 치료로 인지된 효력이 그 효과에 기여했을 수 있다. 마술에 중점을 두는 것의 영향은 그들을 위한 구제 수단이나 재료의 선택에 나타난다. 성분은 때때로 환자의 증상과 일치하는 특성을 가진 물질, 식물 또는 동물에서 유래 되었기 때문에 겉으로보기에 선택되었다. 이것은 simila similibus의 원리 ( "similar with similar")로 알려져 있으며 의학의 역사에서 현대 동종 요법까지 발견된다. 따라서 타조 알은 부러진 두개골의 치료에 포함되며, 고슴도치를 묘사하는 부적은 대머리에 사용될 수 있다.
일반적으로 부적은 매우 인기가 있었다. 그들은 많은 마법의 목적으로 만들어졌다.

## 의사와 기타 치유

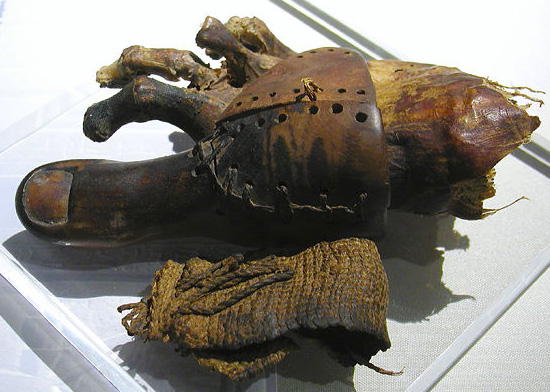
이 나무와 가죽 인공 보행기는 수족에 의해 걷기를 돕기 위해 사용되었다.

의사에 대한 고대 이집트의 단어는 "swnw"이다. 이는 오랜 역사를 가지고 있다. 세계에서 가장 초기에 기록된 의사인 헤시라 (Hesy-Ra)는 고대 이집트에서 연습했다. 그는 BC 27 세기에 통치했던 조 세르 왕에게 "수석 치과 의사와 수석의사"였다. 숙녀 Peseshet (기원전 2,400)는 처음으로 기록된 여성 의사 일 수 있다. 그녀는 아마도 Akhethotep의 어머니였을 것이며, 그녀의 무덤에서 그녀에게 헌정된 stela에서 그녀는 imy-r swnwt라고 하며 "여성 의사의 여성 감독자"로 번역된다.
의학 분야에는 많은 전문 분야와 등급이 있었다. 왕족은 자신의 전문가조차도 자신의 "의사"를 고용했다. 의사, 감독관 및 수석 의사의 검사관이 있었다. 이집트의 유명한 고대 전문가들은 안과 의사, 위장병 학자, 항문 전문의, 치과 의사인 "정육점 감독 의사"와 불특정 "액체 검사관"입니다. 고대 이집트인의 항문 전문 의사 인 네루 푸이트 (neru phuyt)는 말 그대로 "항문의 목자 (shepherd of anus)"로 번역된다. 후자의 제목은 이미 Irynachet에 의해 기원전 약 2200년에 증명되었다.

## 비고
- 고대 그리스 의학
- 고대 로마 의학
- 중세 이슬람 의학

## 참조문서
1. ↑  〈Edwin Smith papyrus (Egyptian medical book)〉. 《Encyclopedia Britannica》 Online판. 2016년 1월 1일에 확인함.
2. ↑  Arab, Sameh M. “Medicine in Ancient Egypt - Part 1”. 《Arab World Books》. 2011년 11월 18일에 확인함.
3. ↑  Fagan, Brian M. (2004). 《The Seventy Great Inventions of the Ancient World》. Thames & Hudson. ISBN 978-0-50005130-6.
4. ↑  Griffith, F. Ll. (1898). 《The Petrie Papyri: Hieratic Papyri from Kahun and Gurob》. London: Bernard Quaritch. (Please note the book pages run from back to front.)
5. ↑  Bynum, W. F.; Hardy, Anne; Jacyna, Stephen; Lawrence, Christopher; Tansey, E.M. (2006). 〈The Rise of Science in Medicine, 1850–1913〉. 《The Western Medical Tradition: 1800–2000》. Cambridge University Press. 198–199쪽. ISBN 978-0-521-47565-5.
6. ↑  Dollinger, André. “The Kahun Gynaecological Papyrus”. 《An introduction to the history and culture of Pharaonic Egypt》. Kibbutz Reshafim. 2012년 4월 19일에 원본 문서에서 보존된 문서. 2012년 4월 21일에 확인함.
7. ↑  Prioreschi, Plinio (1996). 《History of Medicine Volume 1: Primitive and Ancient Medicine》. Edwin Mellen Press. 257f쪽. ISBN 978-0-77349661-3.
8. ↑  El-Aref, Nevine (December 2006). “Too big for a coffin”. 《Al-Ahram Weekly》 (Cairo, Egypt: Al-Ahram). 2014년 11월 18일에 원본 문서에서 보존된 문서. 2016년 1월 1일에 확인함.
9. ↑  Hawass, Zahi (2003). 〈The tomb of the physician Qar〉. 《Hidden Treasures of the Egyptian Museum: One Hundred Masterpieces from the Centennial Exhibition》 Supreme Council of Antiquities판. Cairo, Egypt: American University in Cairo Press. xx쪽. ISBN 978-977424778-1.
10. ↑  Lauer, Jean Philippe (2013년 1월 3일). “Imhoteb Museum”. 《Egypt Tourism News》. Egypt Tourism Board. 2016년 1월 1일에 확인함.
11. ↑  Jackson, Russell (2006년 12월 6일). “Mummy of ancient doctor comes to light”. 《The Scotsman》 (Edinburgh). 2011년 3월 24일에 확인함.
12. ↑  Greiner, Ryan (2001). “Ancient Egyptian Medicine”. 《Creighton University Virtual Museums》. Creighton University. 2001년 12월 23일에 원본 문서에서 보존된 문서. February 2011에 확인함.
13. 1 2  Dollinger, André (December 2002). “Ancient Egyptian Medicine”. 《An introduction to the history and culture of Pharaonic Egypt》. Kibbutz Reshafim.

## 추가 자료
영어
- 고대 이집트 의학,존 F. 넌,1996
- 가장 큰 혜택을 인류:의류의 역사는,로이터,1997
- 역사의 의학,Lois N.Magner,1992
- 의학에 파라오의 브 Halioua,버나드 Ziskind,M.B.DeBevoise(번역),200
- 약리학적인 관행의 고대 이집트,마이클 D.Parkins,제 10 회의 절차의 역사는 약 일,2001
- 통,스테파니다. (2007). "파라오는'약사다." 새로운 과학자다. 15December2007,pp.  40-43

## 같이 보기
- 의학사